# Шаповал Микола Терентійович
Мико́ла Тере́нтійович Шапова́л (* 15 червня 1919, Багачка Перша — тепер Великобагачанський район — † 22 березня 1982, Харків) — український письменник та поет, кавалер ордена Червоної Зірки, нагороджений медалями.

## Життєпис
Походить з родини селян-бідняків. Був поводирем у кобзаря Федора Кушнерика, протягом 1928—1934 років виховувався в дитячому будинку — у віці двох років залишився круглим сиротою. Закінчив семирічку, вчився в Великосорочинському педагогічному технікумі, вчителював.
1938 року працював в великобагачанській газеті «Ленінський шлях» (згодом — «Рідний край»).
1939 вступає до Українського комуністичного інституту журналістики, мобілізований до Радянської армії.
Учасник Другої світової війни, був в рядах військ, котрі зайняли в 1943 Харків. Маршал Іван Конєв згадував у своїх мемуарах його листівку — заклик до бійців, яку він склав перед наступом.
Працював у газеті «Молодь України» кореспондентом по Закарпатській області.
Після війни — на Закарпатті, закінчив Ужгородський університет, працював у газеті.
Згодом повертається до Харкова, де писав оповідання, повісті, романи про історію й сучасність, вірші для дорослих та дітей.
Його поетичні збірки:
- 1948 — «Третя весна»,
- 1950 — «Світанок у горах»,
- 1951 — «Переможці»,
- 1955 — «Бескиди»,
- 1955 — «Дороги співають»,
- 1971 — «Теплі дощі»,
- 1978 — «Поезії»,
- 1982 — «Ясени».

Вийшли друком його повісті та новели:
- 1959 — «Оляна»,
- 1960 — «Мовчазна любов»,
- 1962 — «Над Пслом небо високе».
- 1963 — «Весна починалась у вересні»,
- 1963 — «Нічна втеча»,
- 1963 — «В пошуках скарбів» — про Д. І. Яворницького,
- 1972 — «Неймовірна правда»,
- 1977 — «Поле в обіймах»,
- 1966 — роман «Іду до людей»,
- «Троє, де ви?»,
- «Останній постріл».

5 листопада 2004 року коштами мешкаючих в США його нащадків на будинку, котрий знаходиться в Харкові — на розі вулиць Чернишевського та Раднаркомівської, де з 1955 по 1982 роки він проживав, встановлена меморіальна дошка.